# Euhampsonia rubricata
Euhampsonia rubricata — вид метеликів родини зубницевих (Notodontidae). Описаний у 2019 році. Поширений на північному сході Індії та на заході М'янми.